# Nissan Note
O Note é um monovolume compacto, produzido pela Nissan, lançado em 2004. É comercializado também com o nome Versa Note e Tone. Compartilha a plataforma do GT-R. Atualmente, o Note encontra-se em sua 2ª geração, seguindo a nova geração do GT-R.

## Galeria
- Primeira geração (2004-2013)
- Segunda geração (2012-2020)
- Terceira geração (2020-presente)